# Vůz Bdtmee ZSSK
Vozy řady Bdtmee (v 90. letech označené Bymee), číslované v intervalu 50 54 22-44, jsou velkoprostorové osobní vozy druhé třídy vyrobené vagónkou VEB Waggonbau Bautzen v letech 1989–1990.
Vozy Bdtmee (001–320) jsou původní řadou, vyrobenou pro tehdejší Československé státní dráhy. Po rozpadu Československa připadla většina těchto vozů Českým drahám, zbytek připadl Železnicím Slovenskej republiky, později Železničné spoločnosti Slovensko. V Česku jezdí pod označením Bdmtee.

## Technické informace
Jsou to neklimatizované vozy se samonosnou karosérií typu UIC-X, o celkové délce 26 400 mm, s výškou podlahy 1 250 mm nad temenem kolejnice a s nejvyšší povolenou rychlostí 160 km/h. Vozy mají podvozky GP 200 S vybavené kotoučovou brzdou s dvěma kotouči na každé nápravě.
Vozy mají neobvykle umístěné nástupní prostory – nikoliv na koncích skříní, ale přibližně v 1/4 a 3/4 délky. Dvoudílné vstupní dveře s elektropneumaticky ovládanými předsuvnými křídly mají světlost 1 400 mm a za jízdy jsou blokovány. Mezivozové přechodové dveře jsou řešeny jako jednokřídlé otočné s klikou a panty. Vnitřní oddílové dveře jsou řešeny shodně, ale jsou mnohem lehčí. Okna jsou dvoudílná, vodorovně dělená v poměru 1 : 1, dolní polovina oken je zasklená pevně, horní polovina je výklopná dovnitř v úhlu asi 30 °. V každém oddíle je však zároveň vždy jeden pár oken zasklený pevným neděleným sklem. Zasklení oken i vstupních dveří je provedeno determálním dvojsklem.
Každý vůz je nástupními prostory rozdělen na tři velkoprostorové oddíly: prostřední má šest fiktivních oddílů, krajní mají po třech fiktivních oddílech. Každý nástupní prostor je vybaven jednou kabinkou WC a jedním nebo dvěma nouzovými sklopnými sedadly. Všechna pevná místa k sezení jsou řešena pomocí dvoumístných lavic potažených hnědou koženkou v uspořádání 2 + 2. Celkem tyto vozy nabízejí 96 pevných míst k sezení.
Vnitřní síť vozu má jmenovité napětí 24 V. Vozy jsou vybaveny centrálním zdrojem energie (CZE) o výkonu 4,5 kW, ale jsou přizpůsobeny i pro připojení na veřejnou síť 230/400 V 50 Hz. Pro přirozené větrání jsou použity větráky ve stropech vozů a výklopné poloviny oken, nucené větrání zajišťuje ventilátor 24 V / 600 W, vytápění vozu je zajištěno centrálním elektrickým topidlem o výkonu 40 kW, které je napájené trakčním napětím 3 kVss. Provozní osvětlení vozů je zářivkové s tranzistorovými střídači, nouzové žárovkové.
Původní nátěr těchto vozů byl tmavě zelený ve stylu Československých státních drah.

### Speciální výbava
Tyto vozy byly vyvinuty mj. pro rychlou přestavbu na sanitní vozy v případě války: všechna sedadla lze snadno demontovat a vyjmout z vozu po vysklení nedělených oken, čímž vzniknou lůžkové oddíly až s 48 lůžky, operační sály nebo lékařská místnost s ovládacím pultem pro kompletní elektroinstalaci, klimatizaci a vodní hospodářství vozu. V každém oddíle jsou zásuvky 220 V / 16 A, ve svítidlech jsou patice pro modrá skla, nad každým oknem je čtyřhranem odemykatelná schránka se zatemňovací roletou a na podlaze jsou odtokové kanálky. V jednom nástupním prostoru je příprava na montáž dřezu, včetně průtokového ohřívače. Ve voze je navíc instalováno telefonní vedení o 23 párech vodičů.

## Modernizace

### Úpravy
V této sekci jsou chronologicky popsány úpravy, při kterých nedošlo k přeznačení vozů nebo k přeznačení došlo, ale přeznačené vozy jsou též popsány v tomto článku.
U vozu Bdmtee281 č. 218 byla okna vyměněna za polostahovací.
U vozu Bdmtee275 128 byla v roce 2000 byla čtveřice oken na obu stranách u prostřed vyměněna za polostahovací.
V průběhu let 2004–2007 proběhly úpravy celkem 76 vozů na řadu Bdmtee275, kdy byl v nástupním prostoru bez elektrického rozváděče vybudován služební prostor pro vlakové čety na místo jednoho prostoru pro kola. V roce 2012 bylo takto upraveno dalších sedm vozů.
V roce 2012 byly také některé vozy vybaveny 18žilovým UIC kabelem pro komunikaci řídicího vozu s lokomotivou.

### Přestavby na jiné řady
V roce 1992 byl vůz č. 216 přímo u výrobce upraven na řadu Bdmpee253. Do vozu byly dosazeny nové samostatné sedačky a byl snížen celkový počet míst k sezení.
V letech 2007-2008 proběhly úpravy celkem 21 vozů na řadu Bdgtmee. Ve vozech byl vybudován služební prostor pro vlakové čety na místo jednoho prostoru pro kola a na místo části sedadel v krajních částech vozu dosazeny věšáky pro přepravu jízdních kol. Rekonstrukci provedly firmy ŽOS Trnava a OV Cargo.

## Provoz
Vozy jsou nasazovány zejména na osobní vlaky v okolí Bratislavy, Kút Prešova a Zvolena.

## Přezdívky
- Vozům je mezi příznivci železnice často přezdíváno Vietnamci (podle legendy z dob počátku jejich nasazení, která vysvětlovala stísněná místa k sezení údajným původním určením vozů pro Vietnam s jeho fyzicky menším obyvatelstvem).
- Občasně jsou označovány jako „Bymáky“ podle původního označení Bymee.
- Cestující tyto vozy kvůli jejich stísněnému interiéru a východoněmeckému původu často označují jako „Honeckerova pomsta“ nebo zkráceně „Honeckery“.
- Václav Klaus podle dveří, jejichž sklo tvarem připomíná brýle, které nosil dříve Václav Klaus, akorát skla jsou na rozdíl od brýlí ve svislé poloze s delší svislou stranou.

## Nehody
3. června 1999 došlo k vykolejení vozu Bymee 50 54 22-44 111-1 na vlaku Os 9418. Vůz byl velmi poškozen při následném nárazu do mostní konstrukce.

## Fotogalerie

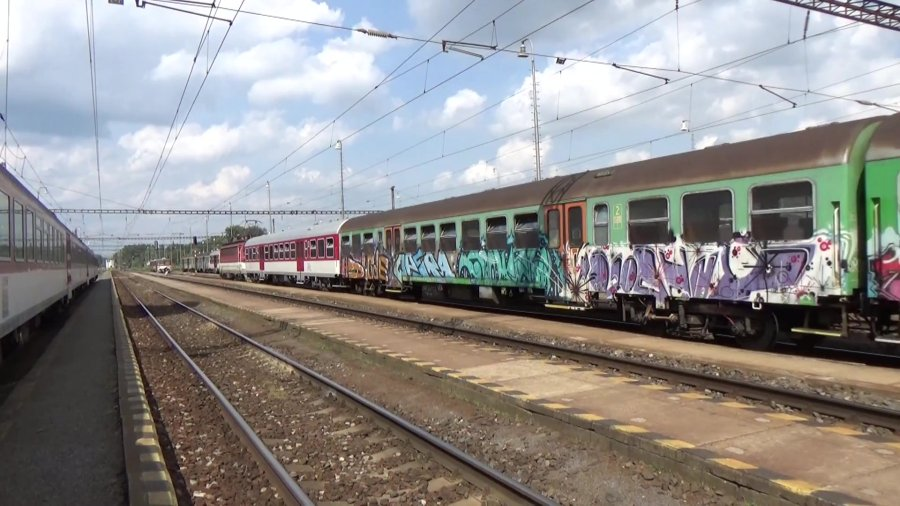
Bdtmee v původním nátěru ve stanici Kúty
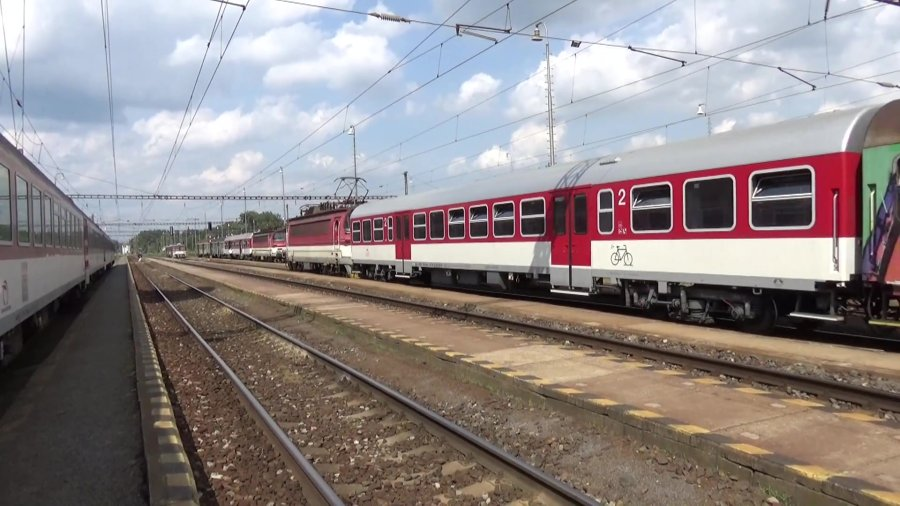
Bdtmee v nátěru Blonski ve stanici Kúty
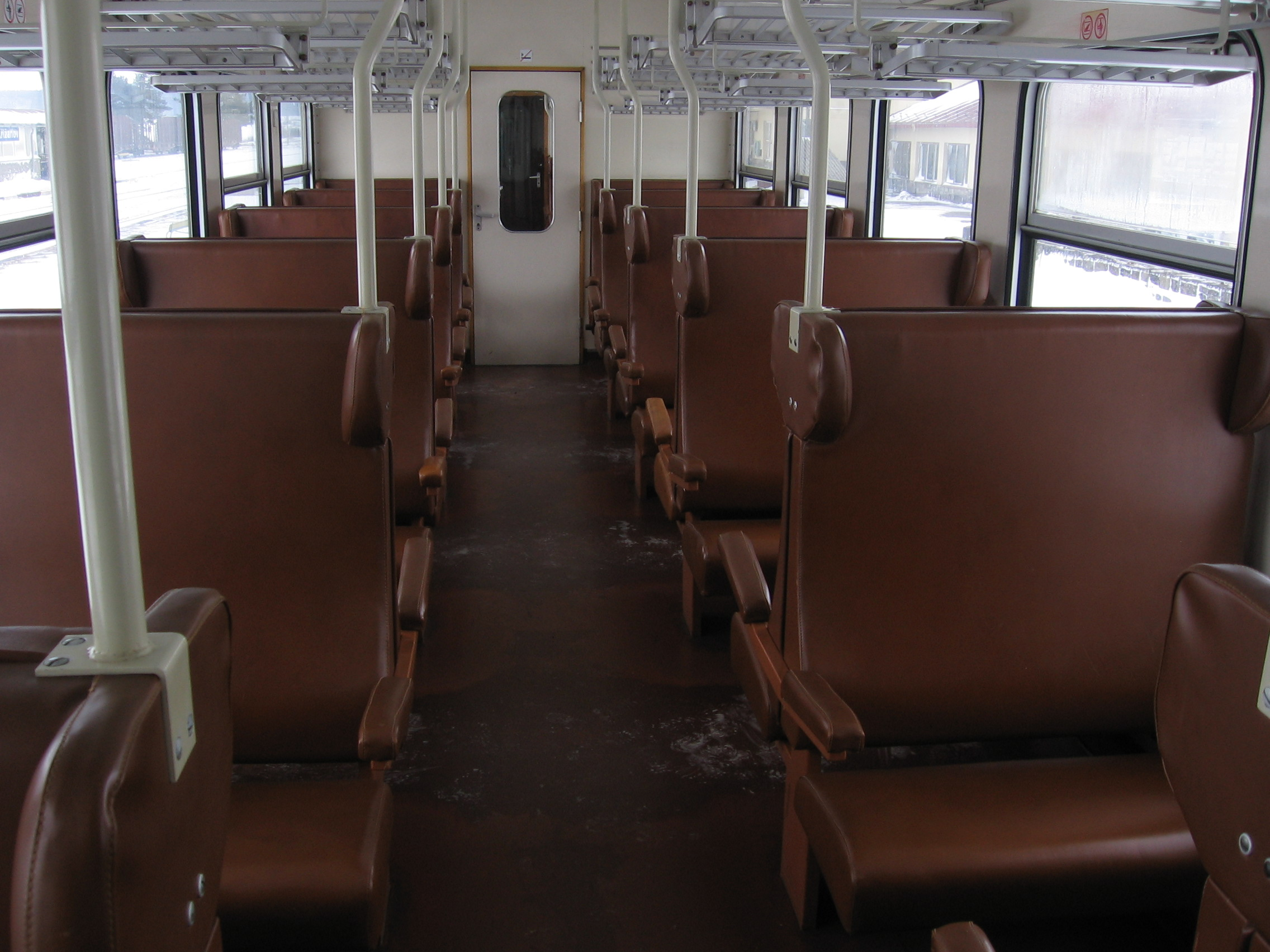
Interiér vozu
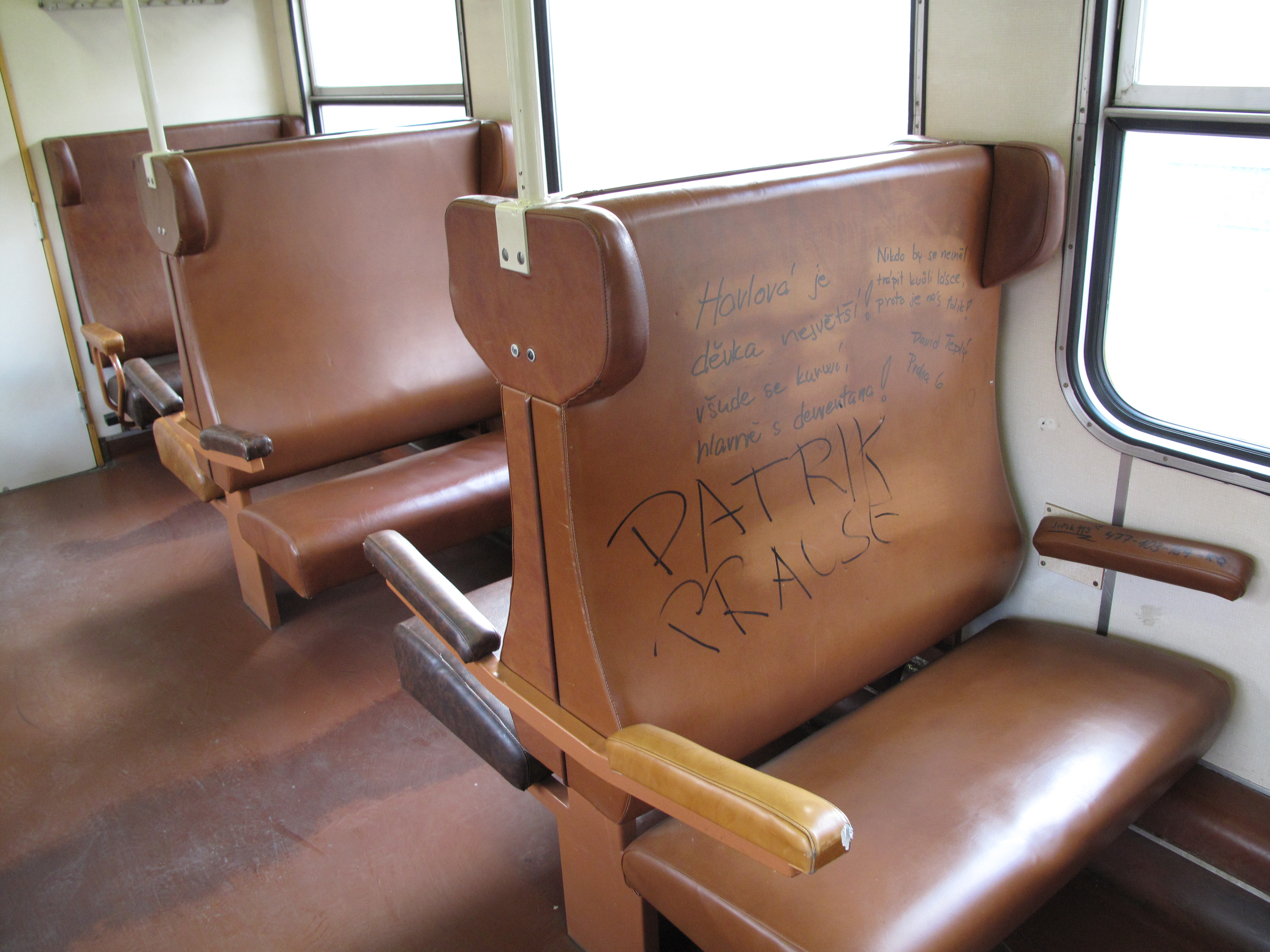
Poničené sedačky